# Saint-Sauveur-la-Pommeraye
 Saint-Sauveur-la-Pommeraye  es una población y comuna francesa, situada en la región de Baja Normandía, departamento de Mancha, en el distrito de Coutances y cantón de Bréhal.

## Demografía
| 335 | 306 | 241 | 247 | 272 | 272 |
| Para los censos de 1962 a 1999 la población legal corresponde a la población sin duplicidades (Fuente: INSEE [Consultar]) |     |     |     |     |     |